# フリーダムカップ
フリーダムカップ（英語：Freedom Cup、アフリカーンス語：Vryheidsbeker）は、南アフリカ共和国とニュージーランドの2国間で競う、ラグビーユニオンの賞である。ザ・ラグビーチャンピオンシップとその前身大会トライネーションズの中に組み込まれている。

## 概要
2006年から2010年までは、トライネーションズでの3試合の対戦結果でトロフィーの行方が決まった。ワールドカップ開催年の2007年・2011年は、トライネーションズの規模が縮小されるため、2試合の結果で決まる。
2012年から、ザ・ラグビーチャンピオンシップが原則2試合ずつとなるため、2試合の結果でトロフィーの行方が決まる。ワールドカップ開催年の2015年・2019年・2023年は、ザ・ラグビーチャンピオンシップの規模が縮小されるため、1試合の結果で決まる。
2試合実施の場合は、勝敗が「1-1」で引き分けになると、前年の勝利国がトロフィーを「奪われずに守った」ことになり、勝利扱いとなる。そのため、前年の勝利国が1勝した時点で連覇（保持）が決まる。

## 沿革
南アフリカ共和国の民主化（アパルトヘイト撤廃）10周年となる2004年、1回限りのテストマッチとして、フリーダムカップが初めて行われた。試合はエリス・パーク・スタジアム（南アフリカ共和国、ヨハネスブルグ）で行われ、南アフリカ共和国代表が40対26でニュージーランド代表に勝利した。
翌2005年に両国は2回対戦したが、フリーダムカップとしては行われていない。
2006年、トライネーションズでの3試合の結果、ニュージーランドが2勝1敗となりフリーダムカップを獲得した。トロフィーのプレゼンターを務めたユースト・ファン・デル・ヴェストハイゼンが、誤って南アフリカ共和国の主将ジョン・スミットにトロフィーを渡してしまい、中継放送終了後に訂正された。
2012年からトライネーションズにアルゼンチンが加わり、ザ・ラグビーチャンピオンシップとなる。これにより、原則2試合の結果でトロフィーの行方が決まることになった。ワールドカップ開催年の2015年・2019年・2023年は1試合のみに縮小。
2020年、新型コロナウイルス感染症の世界的流行により南アフリカ共和国代表が海外渡航の制限を受け、フリーダムカップは行われなかった。

## 対戦結果
出典
| 回 | 年   | 月日     | 試合会場                                                 | 勝ち             | スコア   | 負け             | トロフィー 保持チーム | 備考   |
| -- | ---- | -------- | -------------------------------------------------------- | ---------------- | -------- | ---------------- | --------------------- | ------ |
| 1  | 2004 | 8月14日  | エリス・パーク・スタジアム, ヨハネスブルグ               | 南アフリカ共和国 | 40–26    | ニュージーランド | 1                     | [ 6 ]  |
| 2  | 2006 | 7月22日  | ウェリントン・リージョナル・スタジアム, ウェリントン     | ニュージーランド | 35–17    | 南アフリカ共和国 | 1                     | [ 7 ]  |
| 2  | 2006 | 8月26日  | ロフタス・ヴァースフェルド・スタジアム, プレトリア       | ニュージーランド | 45–26    | 南アフリカ共和国 | 1                     | [ 7 ]  |
| 2  | 2006 | 9月2日   | ロイヤル・バフォケン・スタジアム, ルステンブルク         | 南アフリカ共和国 | 21–20    | ニュージーランド | 1                     | [ 7 ]  |
| 3  | 2007 | 6月23日  | キングス・パーク・スタジアム, ダーバン                   | ニュージーランド | 26–21    | 南アフリカ共和国 | 2                     | [ 8 ]  |
| 3  | 2007 | 7月14日  | ランキャスター・パーク, クライストチャーチ               | ニュージーランド | 33–6     | 南アフリカ共和国 | 2                     | [ 8 ]  |
| 4  | 2008 | 7月5日   | ウェリントン・リージョナル・スタジアム, ウェリントン     | ニュージーランド | 19–8     | 南アフリカ共和国 | 3                     | [ 9 ]  |
| 4  | 2008 | 7月12日  | カリスブルック, ダニーデン                               | 南アフリカ共和国 | 30–28    | ニュージーランド | 3                     | [ 9 ]  |
| 4  | 2008 | 8月16日  | ニューランズ・スタジアム, ケープタウン                   | ニュージーランド | 19–0     | 南アフリカ共和国 | 3                     | [ 9 ]  |
| 5  | 2009 | 7月25日  | フリーステイト・スタジアム, ブルームフォンテーン         | 南アフリカ共和国 | 28–19    | ニュージーランド | 2                     | [ 10 ] |
| 5  | 2009 | 8月1日   | キングス・パーク・スタジアム, ダーバン                   | 南アフリカ共和国 | 31–19    | ニュージーランド | 2                     | [ 10 ] |
| 5  | 2009 | 9月12日  | ワイカト・スタジアム, ハミルトン                         | 南アフリカ共和国 | 32–29    | ニュージーランド | 2                     | [ 10 ] |
| 6  | 2010 | 7月10日  | イーデン・パーク, オークランド                           | ニュージーランド | 32–12    | 南アフリカ共和国 | 4                     |        |
| 6  | 2010 | 7月17日  | ウェリントン・リージョナル・スタジアム, ウェリントン     | ニュージーランド | 31–17    | 南アフリカ共和国 | 4                     |        |
| 6  | 2010 | 8月21日  | FNBスタジアム, ヨハネスブルグ                            | ニュージーランド | 29–22    | 南アフリカ共和国 | 4                     |        |
| 7  | 2011 | 7月30日  | ウェリントン・リージョナル・スタジアム, ウェリントン     | ニュージーランド | 40–7     | 南アフリカ共和国 | 5                     |        |
| 7  | 2011 | 8月20日  | ネルソン・マンデラ・ベイ・スタジアム, ポート・エリザベス | 南アフリカ共和国 | 18–5     | ニュージーランド | 5                     |        |
| 8  | 2012 | 9月15日  | フォーサイス・バー・スタジアム, ダニーデン               | ニュージーランド | 21–11    | 南アフリカ共和国 | 6                     | [ 11 ] |
| 8  | 2012 | 10月6日  | FNBスタジアム, ヨハネスブルグ                            | ニュージーランド | 32–16    | 南アフリカ共和国 | 6                     | [ 11 ] |
| 9  | 2013 | 9月14日  | イーデン・パーク, オークランド                           | ニュージーランド | 29–15    | 南アフリカ共和国 | 7                     |        |
| 9  | 2013 | 10月5日  | エリス・パーク・スタジアム, ヨハネスブルグ               | ニュージーランド | 38–27    | 南アフリカ共和国 | 7                     |        |
| 10 | 2014 | 9月13日  | ウェリントン・リージョナル・スタジアム, ウェリントン     | ニュージーランド | 14–10    | 南アフリカ共和国 | 8                     | [ 12 ] |
| 10 | 2014 | 10月4日  | エリス・パーク・スタジアム, ヨハネスブルグ               | 南アフリカ共和国 | 27–25    | ニュージーランド | 8                     | [ 12 ] |
| 11 | 2015 | 7月25日  | エリス・パーク・スタジアム, ヨハネスブルグ               | ニュージーランド | 27–20    | 南アフリカ共和国 | 9                     | [ 13 ] |
| 12 | 2016 | 9月17日  | Rugby League Park, クライストチャーチ                    | ニュージーランド | 41–13    | 南アフリカ共和国 | 10                    | [ 14 ] |
| 12 | 2016 | 10月8日  | キングス・パーク・スタジアム, ダーバン                   | ニュージーランド | 57–15    | 南アフリカ共和国 | 10                    | [ 14 ] |
| 13 | 2017 | 9月16日  | ノース・ハーバー・スタジアム, Albany                     | ニュージーランド | 57–0     | 南アフリカ共和国 | 11                    |        |
| 13 | 2017 | 10月7日  | ニューランズ・スタジアム, ケープタウン                   | ニュージーランド | 25–24    | 南アフリカ共和国 | 11                    |        |
| 14 | 2018 | 9月15日  | ウェリントン・リージョナル・スタジアム, ウェリントン     | 南アフリカ共和国 | 36–34    | ニュージーランド | 12                    |        |
| 14 | 2018 | 10月6日  | ロフタス・ヴァースフェルド・スタジアム, プレトリア       | ニュージーランド | 32–30    | 南アフリカ共和国 | 12                    |        |
| 15 | 2019 | 7月27日  | ウェリントン・リージョナル・スタジアム, ウェリントン     | ニュージーランド | 16–16    | 南アフリカ共和国 | 13                    |        |
| ‐  | 2020 | 開催せず | 開催せず                                                 | 開催せず         | 開催せず | 開催せず         | 開催せず              |        |
| 16 | 2021 | 9月25日  | ノース・クイーンズランド・スタジアム, タウンズビル       | ニュージーランド | 19–17    | 南アフリカ共和国 | 14                    | [ 15 ] |
| 16 | 2021 | 10月2日  | ロビーナ・スタジアム, ゴールドコースト                   | 南アフリカ共和国 | 31–29    | ニュージーランド | 14                    | [ 15 ] |
| 17 | 2022 | 8月13日  | エリス・パーク・スタジアム, ヨハネスブルグ               | ニュージーランド | 35–23    | 南アフリカ共和国 | 15                    |        |
| 17 | 2022 | 8月6日   | ムボンベラ・スタジアム, ネルスプロイト                   | 南アフリカ共和国 | 26–10    | ニュージーランド | 15                    |        |
| 18 | 2023 | 7月15日  | マウント・スマート・スタジアム, オークランド             | ニュージーランド | 35–20    | 南アフリカ共和国 | 16                    | [ 16 ] |
| 19 | 2024 | 8月31日  | エミレーツ・エアライン・パーク, ヨハネスブルグ           | 南アフリカ共和国 | 31–27    | ニュージーランド | 3                     | [ 17 ] |
| 19 | 2024 | 9月7日   | DHLスタジアム, ケープタウン                              | 南アフリカ共和国 | 18–12    | ニュージーランド | 3                     | [ 17 ] |
| 20 | 2025 | 9月6日   | イーデン・パーク, オークランド                           | ニュージーランド |          | 南アフリカ共和国 |                       |        |
| 20 | 2025 | 9月13日  | スカイ・スタジアム, ウェリントン                         | ニュージーランド |          | 南アフリカ共和国 |                       |        |
| 回 | 年   | 月日     | 試合会場                                                 | 勝ち             | スコア   | 負け             | トロフィー 保持チーム | 備考   |

## トロフィー保持回数
2024年大会終了時点。
- フリーダムカップ 全回数：19回
- 南アフリカ共和国 保持回数：3回（2004, 2009, 2024）
- ニュージーランド 保持回数：16回